# Lijst van onroerend erfgoed in Deurne (Antwerpen)
Een overzicht van het onroerend erfgoed in het district Deurne in de gemeente Antwerpen. Het onroerend erfgoed maakt onderdeel uit van het cultureel erfgoed in België.

## Bouwkundig erfgoed
| Object                                                          | Erfgoedstatus? | Bouwjaar of architect               | Deelgemeente | Adres                                                   | Coördinaten                   | Nummer? | Afbeelding                                                      |
| --------------------------------------------------------------- | -------------- | ----------------------------------- | ------------ | ------------------------------------------------------- | ----------------------------- | ------- | --------------------------------------------------------------- |
| Woning Pelckmans                                                |                |                                     | Deurne       | Alfons Schneiderlaan 164                                | 51° 13' 33" NB, 4° 28' 25" OL | 11244   | Woning Pelckmans                                                |
| Scintbrochhoeve                                                 |                |                                     | Deurne       | August Van de Wielelei 218                              |                               | 11246   | Scintbrochhoeve                                                 |
| Gemeenteschool Deurne                                           |                |                                     | Deurne       | Baron Leroystraat 31, Frans Messingstraat 38            | 51° 13' 35" NB, 4° 28' 6" OL  | 11247   | Gemeenteschool Deurne                                           |
| Woning Deboeure                                                 | Monument       | Eduard Van Steenbergen              | Deurne       | Baron Leroystraat 136                                   | 51° 13' 32" NB, 4° 28' 19" OL | 11248   | Woning Deboeure                                                 |
| Ensemble van twee gespiegelde villa's in art deco               |                | 1929 Jef Huygh                      | Deurne       | Boekenberglei 207-209                                   | 51° 11' 48" NB, 4° 27' 36" OL | 11249   | Ensemble van twee gespiegelde villa's in art deco               |
| Parochiekerk Sint-Jozef                                         | Monument       | 1933-1936 Jef Huygh, Flor Van Reeth | Deurne       | Boekenberglei 211                                       | 51° 11' 47" NB, 4° 27' 36" OL | 11250   | Parochiekerk Sint-Jozef                                         |
| Woning Spies                                                    |                |                                     | Deurne       | Boekenberglei 265                                       | 51° 11' 41" NB, 4° 27' 31" OL | 11251   | Woning Spies                                                    |
| De Lianahalle, architectenwoning Jef Huygh                      | Monument       | 1922 Jef Huygh                      | Deurne       | Boekenberglei 176                                       | 51° 11' 52" NB, 4° 27' 32" OL | 11254   | De Lianahalle, architectenwoning Jef Huygh                      |
| Architectenwoning Flor Van Reeth                                | Monument       | Flor Van Reeth                      | Deurne       | Boekenberglei 178                                       | 51° 11' 52" NB, 4° 27' 32" OL | 11255   | Architectenwoning Flor Van Reeth                                |
| Boerenhuis                                                      |                |                                     | Deurne       | Bosuil 1                                                | 51° 13' 39" NB, 4° 27' 41" OL | 11256   | Boerenhuis                                                      |
| Klooster van de Zusters van de Christelijke Scholen             |                |                                     | Deurne       | Coeveltstraat 7-9, 10                                   | 51° 13' 16" NB, 4° 27' 22" OL | 11258   | Klooster van de Zusters van de Christelijke Scholen             |
| Zondagsschool Sint-Fredegandus                                  |                |                                     | Deurne       | Coeveltstraat 12                                        | 51° 13' 17" NB, 4° 27' 20" OL | 11259   | Zondagsschool Sint-Fredegandus                                  |
| Burgerhuis                                                      |                |                                     | Deurne       | Cogelsplein 42                                          | 51° 13' 11" NB, 4° 27' 21" OL | 11260   | Burgerhuis                                                      |
| Oud Gemeentehuis van Deurne                                     | Monument       |                                     | Deurne       | Cogelsplein 44-46, Hertstraat 2                         | 51° 13' 11" NB, 4° 27' 22" OL | 11261   | Upload foto                                                     |
| Woning Neuhuys                                                  | Monument       | Léon Stynen                         | Deurne       | Cruyslei 62                                             | 51° 11' 55" NB, 4° 27' 26" OL | 11262   | Woning Neuhuys                                                  |
| Meergezinswoning in art deco                                    |                |                                     | Deurne       | De Neufstraat 7                                         | 51° 13' 20" NB, 4° 28' 0" OL  | 11263   | Meergezinswoning in art deco                                    |
| Twee burgerhuizen in art-decostijl                              |                |                                     | Deurne       | De Sevillastraat 120-122                                | 51° 12' 11" NB, 4° 27' 27" OL | 11264   | Twee burgerhuizen in art-decostijl                              |
| Burgerhuis in neo-Vlaamserenaissance-stijl                      |                |                                     | Deurne       | Drakenhoflaan 80                                        | 51° 11' 43" NB, 4° 27' 35" OL | 11265   | Burgerhuis in neo-Vlaamserenaissance-stijl                      |
| Landhuis Drakenhof                                              |                |                                     | Deurne       | Drakenhoflaan 194                                       | 51° 11' 37" NB, 4° 27' 48" OL | 11266   | Landhuis Drakenhof                                              |
| Herberg De Exter                                                | Monument       |                                     | Deurne       | Eksterlaar 1-3                                          | 51° 12' 4" NB, 4° 27' 54" OL  | 11267   | Herberg De Exter                                                |
| Villa Paulina-Maria                                             |                |                                     | Deurne       | Eksterlaar 30-32                                        | 51° 11' 59" NB, 4° 27' 60" OL | 11268   | Villa Paulina-Maria                                             |
| Hoeve Sitters                                                   | landschap      |                                     | Deurne       | Ertbruggelaan 180                                       | 51° 13' 33" NB, 4° 29' 12" OL | 11269   | Hoeve Sitters                                                   |
| Hoeve Covens                                                    | landschap      |                                     | Deurne       | Ertbruggelaan 210                                       | 51° 13' 35" NB, 4° 29' 16" OL | 11270   | Hoeve Covens                                                    |
| Expohal                                                         | Monument       |                                     | Deurne       | Frank Craeybeckxlaan 77, Te Couwelaarlei 97-99          | 51° 13' 25" NB, 4° 27' 31" OL | 11271   | Upload foto                                                     |
| Koninklijk Atheneum                                             | Monument       | Eduard Van Steenbergen              | Deurne       | Frank Craeybeckxlaan 22-24, 22A, Jan Brochovenstraat 1  | 51° 13' 18" NB, 4° 27' 38" OL | 11272   | Koninklijk Atheneum                                             |
| Kasteel Boekenberg met park                                     | Monument       |                                     | Deurne       | Gouverneur Holvoetlaan 28                               | 51° 11' 55" NB, 4° 27' 45" OL | 11273   | Kasteel Boekenberg met park                                     |
| Herberg Mestputteke                                             |                |                                     | Deurne       | Herentalsebaan 163                                      | 51° 12' 35" NB, 4° 27' 38" OL | 11274   | Herberg Mestputteke                                             |
| Woonhuizen vuurwerkfabriek Eug. Hendrickx                       |                |                                     | Deurne       | Herentalsebaan 502-504                                  | 51° 12' 19" NB, 4° 28' 23" OL | 11276   | Woonhuizen vuurwerkfabriek Eug. Hendrickx                       |
| Muggenberghof                                                   |                |                                     | Deurne       | Herrystraat 22, Van Hovestraat 21                       |                               | 11277   | Muggenberghof                                                   |
| Sterckshof                                                      | Monument       |                                     | Deurne       | Hooftvunderlei 160                                      | 51° 12' 54" NB, 4° 27' 45" OL | 11279   | Sterckshof                                                      |
| Boerenhuis van de Vleerakkerhoeve                               |                |                                     | Deurne       | Kerkhofweg 116                                          | 51° 12' 4" NB, 4° 28' 22" OL  | 11280   | Upload foto                                                     |
| Pastorie Sint-Fredegandusparochie                               | Monument       |                                     | Deurne       | Lakborslei 31                                           | 51° 13' 15" NB, 4° 27' 13" OL | 11281   | Pastorie Sint-Fredegandusparochie                               |
| Eclectisch burgerhuis                                           |                |                                     | Deurne       | Lakborslei 167                                          | 51° 13' 26" NB, 4° 27' 15" OL | 11282   | Eclectisch burgerhuis                                           |
| School Sint-Eligius                                             |                |                                     | Deurne       | Lakborslei 263                                          | 51° 13' 40" NB, 4° 27' 13" OL | 11283   | School Sint-Eligius                                             |
| Parochiekerk Sint-Fredegandus                                   | Monument       |                                     | Deurne       | Lakborslei                                              | 51° 13' 15" NB, 4° 27' 17" OL | 11284   | Parochiekerk Sint-Fredegandus                                   |
| Sint-Fredeganduskerkhof                                         | landschap      |                                     | Deurne       | Lakborslei                                              | 51° 13' 16" NB, 4° 27' 17" OL | 11285   | Sint-Fredeganduskerkhof                                         |
| Kasteel De Drie Torekens                                        | Monument       |                                     | Deurne       | De Berlaimontstraat 11-27                               | 51° 13' 42" NB, 4° 27' 20" OL | 11286   | Kasteel De Drie Torekens                                        |
| Eenheidsbebouwing van drie stadswoningen                        |                |                                     | Deurne       | Leeuwlantstraat 3-7                                     | 51° 13' 13" NB, 4° 27' 57" OL | 11287   | Eenheidsbebouwing van drie stadswoningen                        |
| Burgerhuis                                                      |                |                                     | Deurne       | Leeuwlantstraat 19                                      | 51° 13' 14" NB, 4° 27' 57" OL | 11288   | Burgerhuis                                                      |
| Burgerhuis                                                      |                |                                     | Deurne       | Leeuwlantstraat 27                                      | 51° 13' 15" NB, 4° 27' 57" OL | 11289   | Burgerhuis                                                      |
| Eclectisch burgerhuis                                           |                |                                     | Deurne       | Leeuwlantstraat 29                                      | 51° 13' 15" NB, 4° 27' 56" OL | 11290   | Eclectisch burgerhuis                                           |
| Burgerhuis                                                      |                |                                     | Deurne       | Leeuwlantstraat 31                                      | 51° 13' 15" NB, 4° 27' 56" OL | 11291   | Burgerhuis                                                      |
| Groepsbebouwing van burgerhuizen en winkel                      |                |                                     | Deurne       | Leeuwlantstraat 39, Plankenbergstraat 80-82             | 51° 13' 16" NB, 4° 27' 57" OL | 11292   | Groepsbebouwing van burgerhuizen en winkel                      |
| Eclectisch hoekensemble met huis Hier is ’t in Plankenberg      |                |                                     | Deurne       | Leeuwlantstraat 41, Plankenbergstraat 73-75             | 51° 13' 17" NB, 4° 27' 57" OL | 11293   | Eclectisch hoekensemble met huis Hier is ’t in Plankenberg      |
| Huis Ons Genoegen                                               |                |                                     | Deurne       | Leeuwlantstraat 43                                      | 51° 13' 17" NB, 4° 27' 57" OL | 11294   | Huis Ons Genoegen                                               |
| Eclectisch burgerhuis                                           |                |                                     | Deurne       | Leeuwlantstraat 47                                      | 51° 13' 18" NB, 4° 27' 57" OL | 11295   | Eclectisch burgerhuis                                           |
| Ensemble van twee burgerhuizen in eclectische stijl             |                |                                     | Deurne       | Leeuwlantstraat 53-55                                   | 51° 13' 18" NB, 4° 27' 57" OL | 11296   | Ensemble van twee burgerhuizen in eclectische stijl             |
| Hoekensemble van een winkel en burgerhuizen                     |                |                                     | Deurne       | Lundenstraat 46-48, Plankenbergstraat 27                | 51° 13' 17" NB, 4° 27' 49" OL | 11297   | Hoekensemble van een winkel en burgerhuizen                     |
| Eclectisch burgerhuis                                           |                |                                     | Deurne       | Plankenbergstraat 42                                    | 51° 13' 16" NB, 4° 27' 51" OL | 11298   | Eclectisch burgerhuis                                           |
| Eclectische stadswoning                                         |                |                                     | Deurne       | Thisiusstraat 32                                        | 51° 13' 20" NB, 4° 27' 54" OL | 11300   | Eclectische stadswoning                                         |
| Woning Prenen                                                   |                |                                     | Deurne       | Louis Janssenslaan 56                                   | 51° 13' 43" NB, 4° 28' 25" OL | 11301   | Woning Prenen                                                   |
| Eengezinswoning in naoorlogs modernisme                         |                |                                     | Deurne       | Laurentia Poststraat 22                                 | 51° 13' 33" NB, 4° 27' 42" OL | 11303   | Upload foto                                                     |
| Districtshuis van Deurne                                        |                |                                     | Deurne       | Maurice Dequeeckerplein 1-2                             | 51° 13' 7" NB, 4° 27' 36" OL  | 11304   | Districtshuis van Deurne                                        |
| Architectenwoning Renaat Braem                                  | Monument       | Renaat Braem                        | Deurne       | Menegemlei 23                                           | 51° 12' 1" NB, 4° 27' 47" OL  | 11305   | Architectenwoning Renaat Braem                                  |
| Pastorie parochie Onze-Lieve-Vrouw van Altijddurende Bijstand   |                |                                     | Deurne       | Merksemsesteenweg 30                                    | 51° 13' 46" NB, 4° 27' 35" OL | 11306   | Pastorie parochie Onze-Lieve-Vrouw van Altijddurende Bijstand   |
| Voormalige parochiekerk Onze-Lieve-Vrouw Altijddurende Bijstand |                |                                     | Deurne       | Merksemsesteenweg 36                                    | 51° 13' 47" NB, 4° 27' 34" OL | 11307   | Voormalige parochiekerk Onze-Lieve-Vrouw Altijddurende Bijstand |
| Parochiekerk Onze-Lieve-Vrouw Altijddurende Bijstand            |                |                                     | Deurne       | Merksemsesteenweg 38                                    |                               | 11308   | Parochiekerk Onze-Lieve-Vrouw Altijddurende Bijstand            |
| Villa Regina                                                    |                |                                     | Deurne       | Mortselsesteenweg 97                                    | 51° 11' 48" NB, 4° 28' 5" OL  | 11310   | Villa Regina                                                    |
| Woning Bervoets                                                 | Monument       |                                     | Deurne       | Muggenberglei 226                                       | 51° 12' 11" NB, 4° 27' 35" OL | 11311   | Upload foto                                                     |
| Interbellumwoning                                               |                |                                     | Deurne       | Oudedonklaan 145                                        | 51° 11' 58" NB, 4° 27' 60" OL | 11312   | Upload foto                                                     |
| Kasteel Zwarte Arend                                            | landschap      |                                     | Deurne       | Ertbruggelaan 150, Professor Van den Wildenberglaan 1-2 | 51° 13' 31" NB, 4° 29' 5" OL  | 11313   | Kasteel Zwarte Arend                                            |
| Dubbelwoning De Martelaere-Brewaeys                             | Monument       |                                     | Deurne       | Schotensesteenweg 301-303                               | 51° 13' 37" NB, 4° 28' 54" OL | 11315   | Dubbelwoning De Martelaere-Brewaeys                             |
| Parochiekerk Sint-Rochus en kerkhof                             |                |                                     | Deurne       | Sint-Rochusstraat 75                                    | 51° 12' 18" NB, 4° 27' 54" OL | 11316   | Parochiekerk Sint-Rochus en kerkhof                             |
| Pastorie van de Sint-Rochusparochie                             |                |                                     | Deurne       | Sint-Rochusstraat 79                                    | 51° 12' 17" NB, 4° 27' 52" OL | 11317   | Pastorie van de Sint-Rochusparochie                             |
| Architectenwoning Lode Wouters                                  | Monument       | Lode Wouters                        | Deurne       | Smetsstraat 7                                           | 51° 12' 8" NB, 4° 27' 13" OL  | 11318   | Architectenwoning Lode Wouters                                  |
| Bisschoppenhof                                                  | Monument       |                                     | Deurne       | Suzanne Spanhovenstraat 22                              | 51° 13' 51" NB, 4° 27' 34" OL | 11319   | Bisschoppenhof                                                  |
| Centraal bibliotheekgebouw ontworpen door Jul De Roover         | Monument       | Jul De Roover                       | Deurne       | Te Couwelaarlei 120                                     | 51° 13' 22" NB, 4° 27' 29" OL | 11321   | Centraal bibliotheekgebouw ontworpen door Jul De Roover         |
| Dokterswoning Prové                                             | Monument       |                                     | Deurne       | Ten Eekhovelei 56-58                                    | 51° 13' 32" NB, 4° 27' 6" OL  | 11322   | Dokterswoning Prové                                             |
| Woning F. Peeters                                               | Monument       | Gaston Eysselinck                   | Deurne       | Ter Rivierenlaan 55                                     | 51° 13' 20" NB, 4° 28' 8" OL  | 11323   | Woning F. Peeters                                               |
| Villa Roza                                                      |                |                                     | Deurne       | Ter Rivierenlaan 69                                     | 51° 13' 21" NB, 4° 28' 7" OL  | 11324   | Villa Roza                                                      |
| Parochiekerk Sint-Rumoldus                                      |                |                                     | Deurne       | Ter Rivierenlaan 84                                     | 51° 13' 24" NB, 4° 28' 11" OL | 11325   | Parochiekerk Sint-Rumoldus                                      |
| Hoekhuis met winkelpui en Mariabeeld                            |                |                                     | Deurne       | Turnhoutsebaan 55                                       | 51° 13' 14" NB, 4° 27' 29" OL | 11326   | Hoekhuis met winkelpui en Mariabeeld                            |
| Café Den Witten Hert                                            |                |                                     | Deurne       | Turnhoutsebaan 2                                        | 51° 13' 12" NB, 4° 27' 22" OL | 11328   | Café Den Witten Hert                                            |
| Winkel                                                          |                |                                     | Deurne       | Turnhoutsebaan 12-14                                    | 51° 13' 13" NB, 4° 27' 24" OL | 11329   | Winkel                                                          |
| Herenhuis                                                       |                |                                     | Deurne       | Turnhoutsebaan 16                                       | 51° 13' 12" NB, 4° 27' 24" OL | 11330   | Herenhuis                                                       |
| Hoekhuis met Onze-Lieve-Vrouwebeeld in nis                      |                |                                     | Deurne       | Turnhoutsebaan 152                                      | 51° 13' 12" NB, 4° 27' 48" OL | 11331   | Upload foto                                                     |
| Rivierenhof                                                     | Monument       |                                     | Deurne       | Hooftvunderlei 160, Turnhoutsebaan 232, 238, 242-250    | 51° 13' 11" NB, 4° 27' 58" OL | 11332   | Rivierenhof                                                     |
| Provinciale landbouw- en huishoudschool                         |                |                                     | Deurne       | Turnhoutsebaan 250                                      | 51° 13' 7" NB, 4° 28' 24" OL  | 11338   | Provinciale landbouw- en huishoudschool                         |
| Schranshoeve                                                    | landschap      |                                     | Deurne       | Ruggeveldlaan 99, Vaartweg 360                          | 51° 13' 7" NB, 4° 28' 33" OL  | 11339   | Upload foto                                                     |
| Herentalse Vaart met brug                                       | landschap      |                                     | Deurne       | Vaartweg                                                | 51° 12' 44" NB, 4° 28' 36" OL | 11340   | Upload foto                                                     |
| Boterlaarhof                                                    |                |                                     | Deurne       | Vaartweg 438, 444                                       | 51° 12' 40" NB, 4° 28' 54" OL | 11341   | Boterlaarhof                                                    |
| Terninckgesticht                                                |                |                                     | Deurne       | Van den Hautelei 79                                     |                               | 11342   | Upload foto                                                     |
| Villa Helena, Villa Marie, Villa Emiele                         |                |                                     | Deurne       | Van der Delftstraat 17-21                               | 51° 13' 51" NB, 4° 26' 38" OL | 11343   | Villa Helena, Villa Marie, Villa Emiele                         |
| Woning Janssens                                                 |                |                                     | Deurne       | Van Erstenstraat 73                                     | 51° 12' 16" NB, 4° 27' 15" OL | 11344   | Upload foto                                                     |
| Woning Van Rossem                                               | Monument       |                                     | Deurne       | Van Notenstraat 7                                       | 51° 12' 4" NB, 4° 27' 29" OL  | 11346   | Woning Van Rossem                                               |
| Modernistisch burgerhuis                                        |                |                                     | Deurne       | Van Notenstraat 9                                       | 51° 12' 3" NB, 4° 27' 29" OL  | 11347   | Upload foto                                                     |
| Woning Silberman                                                | Monument       |                                     | Deurne       | Van Notenstraat 17                                      | 51° 12' 2" NB, 4° 27' 30" OL  | 11348   | Woning Silberman                                                |
| Architectenwoning Emiel Van Averbeke                            |                | Emiel Van Averbeke                  | Deurne       | Van Notenstraat 21                                      | 51° 12' 1" NB, 4° 27' 30" OL  | 11349   | Upload foto                                                     |
| Burgerhuis in neotraditionele stijl                             |                |                                     | Deurne       | Waalhofstraat 6                                         | 51° 12' 2" NB, 4° 27' 45" OL  | 11352   | Upload foto                                                     |
| Woning Sagers                                                   |                |                                     | Deurne       | Van Havrelei 25, 25A                                    | 51° 12' 23" NB, 4° 27' 20" OL | 61088   | Woning Sagers                                                   |
| Gildehuis Sint-Rochus                                           | Monument       |                                     | Deurne       | Karel Govaertsstraat 53                                 | 51° 12' 15" NB, 4° 27' 58" OL | 200504  | Gildehuis Sint-Rochus                                           |
| Vliegveld Deurne                                                |                |                                     | Deurne       | Luchthavenlei                                           | 51° 11' 20" NB, 4° 27' 4" OL  | 200710  | Vliegveld Deurne                                                |
| Parochiekerk Heilige Lodewijk van Montfort                      |                | Karel Angst & Lode Wouters          | Deurne       | De Sevillastraat 89                                     | 51° 12' 15" NB, 4° 27' 25" OL | 201221  | Parochiekerk Heilige Lodewijk van Montfort                      |
| Parochiekerk Heilige Familie                                    |                |                                     | Deurne       | Van Dornestraat                                         |                               | 201227  | Parochiekerk Heilige Familie                                    |
| Parochiekerk Sint-Paulus                                        |                |                                     | Deurne       | Jan Peetersstraat 24                                    |                               | 201249  | Parochiekerk Sint-Paulus                                        |
| Arenahal                                                        |                |                                     | Deurne       | Arenaplein 1                                            |                               | 212408  | Arenahal                                                        |
| Woning Himschoot                                                |                | Renaat Braem                        | Deurne       | Drakenhoflaan 50                                        |                               | 212411  | Woning Himschoot                                                |
| Premetrostation Sport                                           |                | Renaat Braem, Jan Willems           | Deurne       | Schijnpoortweg                                          |                               | 212417  | Premetrostation Sport                                           |
| Grafmonument Jozef Wauters                                      |                | Renaat Braem                        | Deurne       | Herentalsebaan 576                                      |                               | 212579  | Grafmonument Jozef Wauters                                      |
| Grafmonument Nollet-De Clerck                                   |                |                                     | Deurne       | Lakborslei                                              |                               | 212580  | Grafmonument Nollet-De Clerck                                   |
| Grafmonument Catharina Braem-Van den Oever                      |                |                                     | Deurne       | Herentalsebaan 576                                      |                               | 212582  | Grafmonument Catharina Braem-Van den Oever                      |
| Villa in art-decostijl                                          |                |                                     | Deurne       | Turnhoutsebaan 303                                      |                               | 214751  | Villa in art-decostijl                                          |
| Wijkcentrum Morkhoven                                           |                | Lode Wouters                        | Deurne       | Joseph Deckerslaan 2A                                   |                               | 214768  | Wijkcentrum Morkhoven                                           |
| Commandobunker vliegveld Deurne                                 |                |                                     | Deurne       | Drakenhoflaan 194                                       |                               | 214794  | Commandobunker vliegveld Deurne                                 |
| Café De Veldduif                                                |                |                                     | Deurne       | August Van de Wielelei 114-116                          |                               | 214803  | Café De Veldduif                                                |
| Brouwerij De Ridder                                             |                |                                     | Deurne       | Hertstraat 5, 7A                                        |                               | 214946  | Brouwerij De Ridder                                             |
| Parochiekerk De Blijde Boodschap                                |                |                                     | Deurne       | René Heylenstraat 1, 5                                  |                               | 215645  | Parochiekerk De Blijde Boodschap                                |
| Woning Heldenstad                                               |                |                                     | Deurne       | Plankenbergstraat 141                                   |                               | 216004  | Woning Heldenstad                                               |
| Buste Koning Albert I                                           |                |                                     | Deurne       | Parkweg                                                 |                               | 216055  | Upload foto                                                     |
| Oorlogsmonument en ereperk begraafplaats Silsburg               | Monument       |                                     | Deurne       | Herentalsebaan 576                                      |                               | 216056  | Upload foto                                                     |
| Oorlogsmonument ontworpen door Frans Jochems                    | Monument       |                                     | Deurne       | Hooftvunderlei                                          |                               | 216125  | Oorlogsmonument ontworpen door Frans Jochems                    |
| Monument Overleden Politieke Gevangenen                         |                |                                     | Deurne       | Lakborslei                                              |                               | 216322  | Upload foto                                                     |
| Modernistische woning                                           |                |                                     | Deurne       | Alfons Schneiderlaan 136                                |                               | 216764  | Modernistische woning                                           |

### Bouwkundige gehelen
| Object                       | Erfgoedstatus? | Bouwjaar of architect  | Deelgemeente | Adres | Coördinaten | Nummer? | Afbeelding                   |
| ---------------------------- | -------------- | ---------------------- | ------------ | --- | ----------- | ------- | ---------------------------- |
| Koraalplaats                 | stadsgezicht   |                        | Deurne       | Koraalplaats 1-28, 29 |             | 102307  | Koraalplaats                 |
| Stalinsstraat                |                |                        | Deurne       | Stalinsstraat 18-34, 35-60, 61-65, 66-79, 80-88 |             | 102402  | Stalinsstraat                |
| Tuinwijk Unitas              | stadsgezicht   | Eduard Van Steenbergen | Deurne       | Adelbert Kennisplein 1-19, Charles Philipslaan 1-8, Drakenhoflaan 199-211, Eksterlaar 2-26, Heirmanstraat 1-6, 8, Oudedonklaan 1-24, 25-133, Unitaslaan 1-119, 120-123, 125-129 |             | 120662  | Tuinwijk Unitas              |
| Wooncomplex Jos Van Geellaan |                |                        | Deurne       | Jos Van Geellaan 1-74, 75-79 |             | 125505  | Wooncomplex Jos Van Geellaan |
| Nationale Werf Deurne        |                |                        | Deurne       | Gabriël Vervoortstraat 1-23 |             | 126550  | Nationale Werf Deurne        |
| Arenawijk                    |                | Renaat Braem           | Deurne       | Dordrechtlaan 8-16, 17-50, 51-85, Gabriël Vervoortstraat 27-109, Pastoor Holthofplein 2-8                                                                                       |             | 126552  | Arenawijk                    |

District Antwerpen: Antwerpen-Noord · Brederode · Centraal Station · Dam · Eilandje · Haringrode · Harmonie · Havengebied · Historisch Centrum (Oude Stad · Hoogstraat · Groenplaats) · Kiel · Linkeroever · Luchtbal-Rozemaai-Schoonbroek · Markgrave · Meirwijk · Middelheim · Schipperskwartier · Sint-Andries · Stadspark · Tentoonstellingswijk · Theaterbuurt · Universiteitsbuurt · Zuid · Zurenborg

Overige districten: Berchem · Berendrecht-Zandvliet-Lillo · Borgerhout · Deurne · Ekeren · Hoboken · Merksem · Wilrijk

Onroerend erfgoed in de provincie Antwerpen